# Adam Ťoupalík
Adam Ťoupalík (* 9. května 1996, Tábor) je český cyklokrosař závodící za belgický tým BKCP-Powerplus. Na mistrovství ČR v cyklokrosu 2015 ve Slaném získal domácí titul a stal se nejmladším šampionem v cyklokrosu v kategorii elite.